# Hedvig Catharina De la Gardie
Hedvig Catharina De la Gardie, född Lillie den 20 september 1695, död den 13 oktober 1745 i Paris, var en svensk grevinna och salongsvärd som var politiskt aktiv under frihetstidens ständervälde. Hon bedrev en profransk politik för hattpartiets räkning.

## Biografi
Hedvig Catharina Lillie var dotter till Axel Johan Lillie (1666–1696) och Agneta Wrede (1674–1730). I maj 1711 vigdes hon med hovmarskalken, greve Magnus Julius De la Gardie (1674–1741), på Sjö slott.  Hon beskrevs som vacker och intelligent och var också mycket förmögen: arvtagare till 18 säterier och hennes förmögenhet anses ha spelat en roll i makens karriär. 
Under 1730-talet deltog hon i partistriderna mellan hattarna och mössorna på hattpartiets sida. Hon kan betraktas som den mest öppet politiskt aktiva under frihetstiden, då många kvinnor var aktiva för olika partier, och bar bandrosor som signalerade hennes motstånd till Arvid Horn. Hon höll politisk salong för fransmän och hattpartister och var öppet känd för att vara politiskt aktiv. År 1734 fick hon i uppdrag av Carl Gyllenborg att agera ombud för hattpartiet och be den franske ambassadören Charles Louis de Biaudos de Casteja att utverka en fransk finansiering av hattpartiet. Hennes politiska aktivism utsatte henne för smädeskrifter; i en, sades hon ha den unga adelsmannen Sture till älskare, vilket ansågs skandalöst. Av andra sades hon vara förälskad i den franske ambassadören, vilket utpekades som skälet till hennes profranska sympatier: hon kallades i en samtida politiskt text för "ett wackert och wäl fodrat sto", som "länge sprungit med en hingst från Gallien". I anonyma skrifter anmärkte man: "Fransoserna hafwa så starkt trädt in uti en dehl af wåra ministriska-fruentimmers sinnen, at deht så beredwilligt bredt up sit förtroende för dom".  
De politiskt aktiva salongskvinnorna blev föremål för allmän kritik, och Hedvig Lillie var särskilt utsatt. År 1733 karikerade Olof Dahlin den kvinnliga politiskt aktiva salongsdamen i Den Swänska Argus; hon kallades här "Fru Kättia Sällskapslik", och kritiserades för att skratta åt dygden och uttala flirtiga skämt tillsammans med män: 
| ” | Med karlar skämtar hon öfwer anständigheten utan all blygsel. Med alt detta berömmes Fru Kättia Sällskapslik af sitt kön, som en hurtig liflig och angenäm Fru. Hennes omgänge skattas för en lycka. Skall något roligt ställas an, måste hon wara med, etc. Hwarföre giören I så, mitt ädla Swenska Fruentimmer? | „ |

Efter Höpkens död år 1741 blev hon informell ledare för Gyllenborgs parti. Efter makens död flyttade hon med sin äldsta dotter till Paris, där de båda konverterade till katolicismen.
Barn:
1. Brita Sophia De la Gardie (1713–1797)
2. Eva De la Gardie (1724–1786)
3. Pontus Fredrik De la Gardie (1726–1791)
4. Ulrik Gustaf De la Gardie (1727–1809)
5. Carl Julius De la Gardie (1729–1786)
6. Hedvig Catharina De la Gardie (1732–1800)

## Not
Under frihetstiden deltog många adelsdamer informellt i politiken; Henrika Juliana von Liewen var också hon aktiv som opinionsbildare för hattpartiet, som salongsvärdinna och som deltagare i en partitidning 1755–1756, och Magdalena Elisabeth Rahm, gift med Henrik Magnus von Buddenbrock, anses ha drivit opinion för kriget mot Ryssland 1741–1743. Man sade rentav i samtiden att kvinnor gick i spetsen för partierna.  
Frankrike var mycket aktiv i att skaffa sig kontaktpersoner bland svenska politikerhustrur och utbetalade även hemliga statspensioner åt dessa: ambassadör Casteja underhöll politiska kontakter med bland andra Arvid Horns hustru Margareta Gyllenstierna och Charlotta von Liewen. Av nio personer, som under de sista åren av 1760-talet strax före Gustav III:s statskupp fanns på en lista för politiskt inflytelserika personer, som fick hemliga pensioner från franska staten i utbyte mot tjänster, fanns även tre kvinnor.